# Parc éolien du Colombier
Le parc éolien du Colombier se trouve sur la commune de Saint-Germain-de-Longue-Chaume dans les Deux-Sèvres. Il est situé non loin du hameau du Colombier. Il possède 5 machines REpower MM92 (puissance de 2 000 kW, diamètre de 92 m). La hauteur des nacelles est de 80 m.